# Sad (sura)
Sad (arabsko Sad) je 38. sura (poglavje) v Koranu, ki jo sestavlja 88 ajatov (verzov). Je meška sura.
Med opravljanjem molitve (salata oz. namaza) pri tej suri verniki opravijo 5 ruku'jev (priklonov).